# Protoparnus
Protoparnus é um género de escaravelho aquático da família Dryopidae.

## Espécies
- Protoparnus pusillus, Hinton 1937
- Protoparnus agrestis, Broun, 1880
- Protoparnus longulus, Sharp, 1886
- Protoparnus vestitus, Sharp, 1883